# Măruntaie (gastronomie)

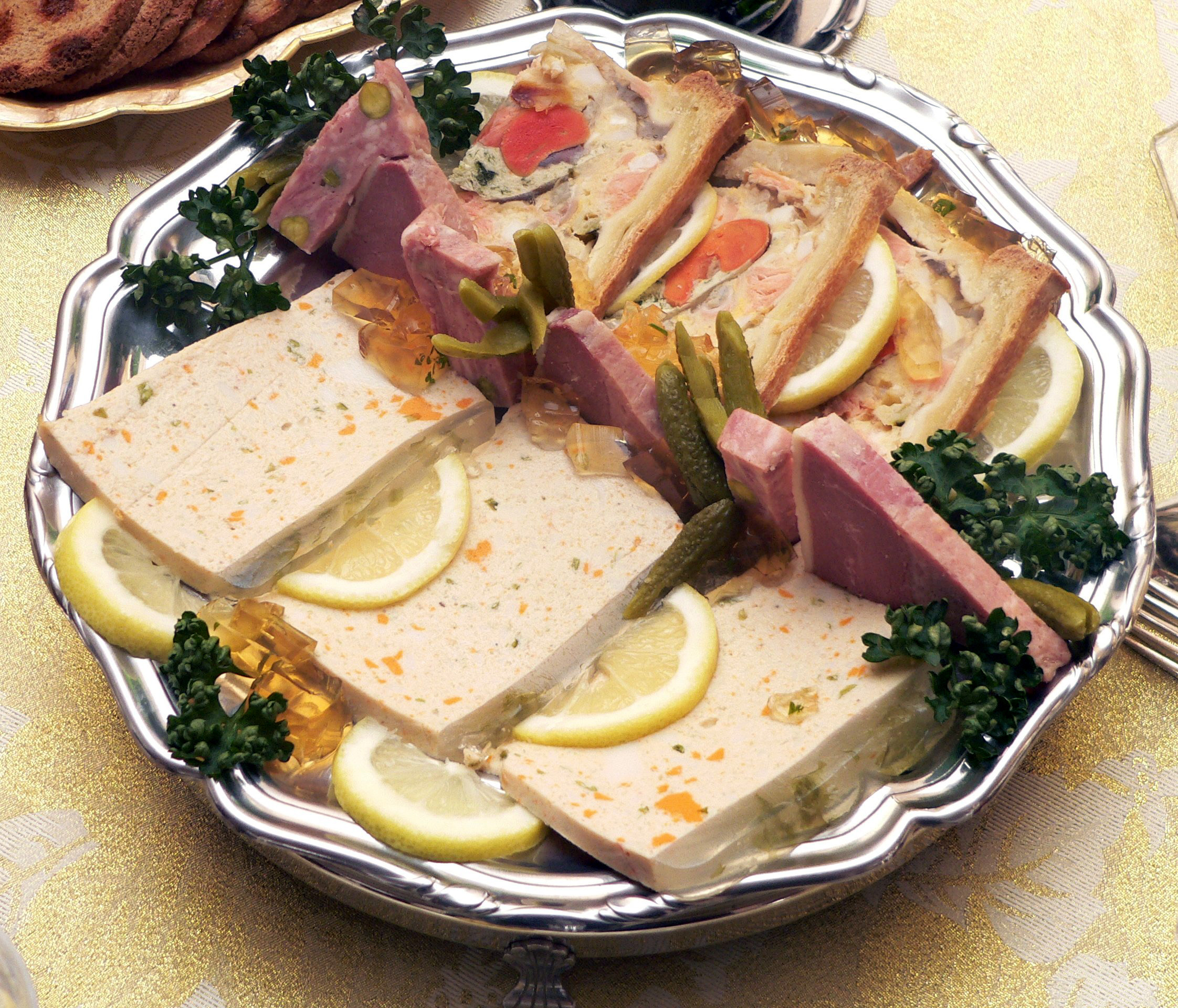
O varietate de pateuri ce conțin ficat.

În gastronomie, termenul măruntaie se referă la organele animalelor măcelărite, care apoi sunt gătite în scopuri alimentare. Intră în această categorie   creierul, ficatul, momița, limba, burta, sângele, inima, splina, plămânul, rinichiul, intestinul. Este vorba deci de organele interne care nu sunt mușchi sau oase.
În general, acestea sunt considerate părți accesorii, non-nobile ale animalelor măcelărite destinate consumului uman. Se opun cărnii roșii sau albe, care corespund mușchilor, indiferent dacă este vorba de păsări de curte, bovine, ovine etc.
Unele culturi consideră măruntaiele ca hrană un tabu, în timp ce altele o folosesc ca hrană de zi cu zi. Anumite feluri de mâncare - inclusiv foie gras, pateul și momița - sunt considerate la nivel internațional ca mâncare gourmet în artele culinare. Alte tipuri de mâncare făcute din măruntaie rămân parte a bucătăriei regionale tradiționale și pot fi consumate în special în legătură cu sărbătorile.
În mod tradițional, după măcelărirea animalelor, toate părțile utilizabile erau procesate și mâncate într-un fel sau altul - și nu doar în gospodăriile sărace. Unele părți ale animalelor care nu mai sunt considerate comestibile erau o delicatesă mai demult. Deoarece interiorul a fost considerat, în general, mai puțin valoros și hrănitor decât carnea musculară, măruntaiele au fost deseori oferite în bucătăriile pentru săraci, ceea ce, în timp, le-a făcut să pară mâncare tipică săracă. Majoritatea măruntaielor sunt astăzi prelucrate în industria alimentară.

## Galerie

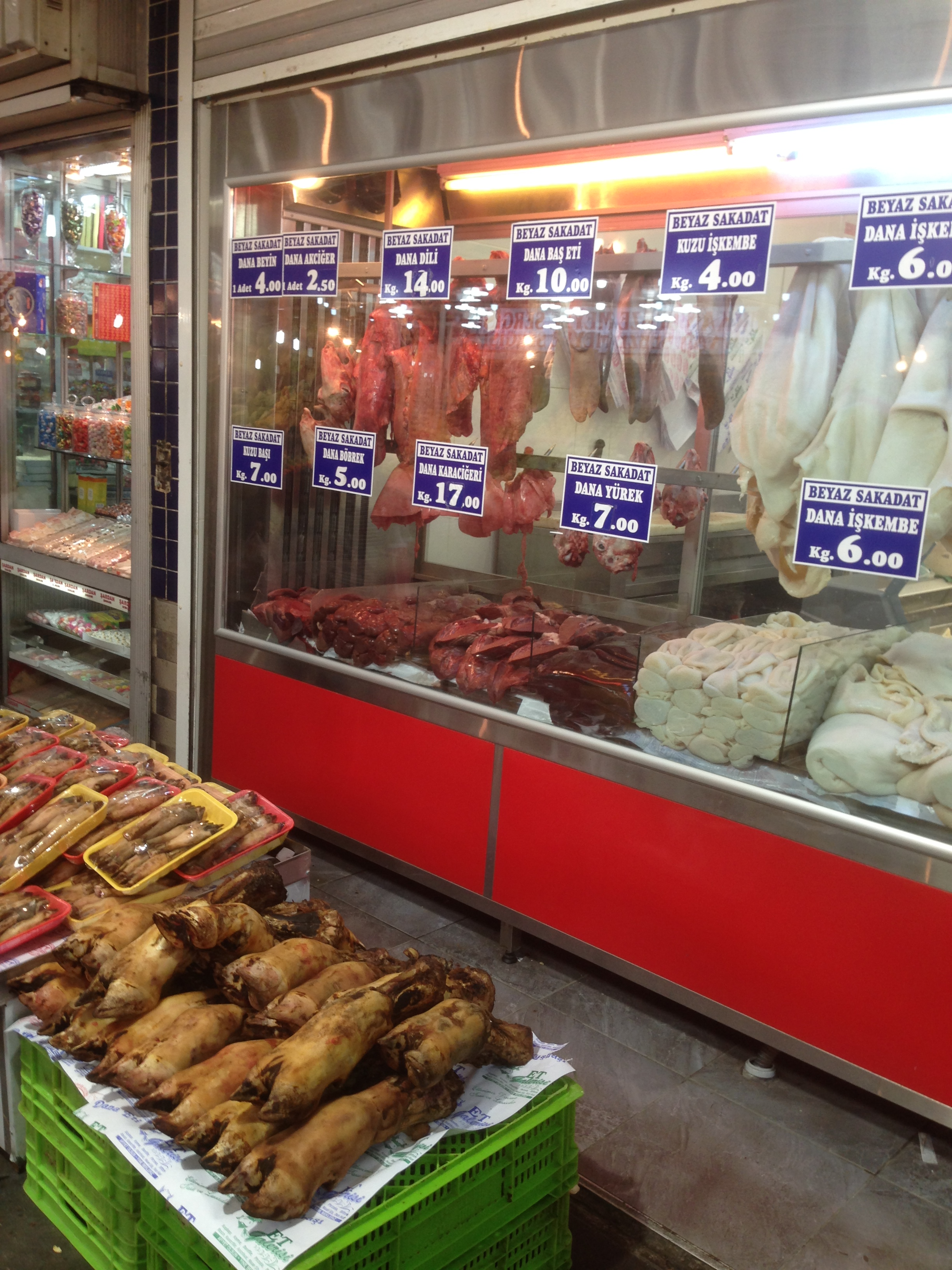
Părți de animale vândute într-un magazin din Ankara, Turcia.
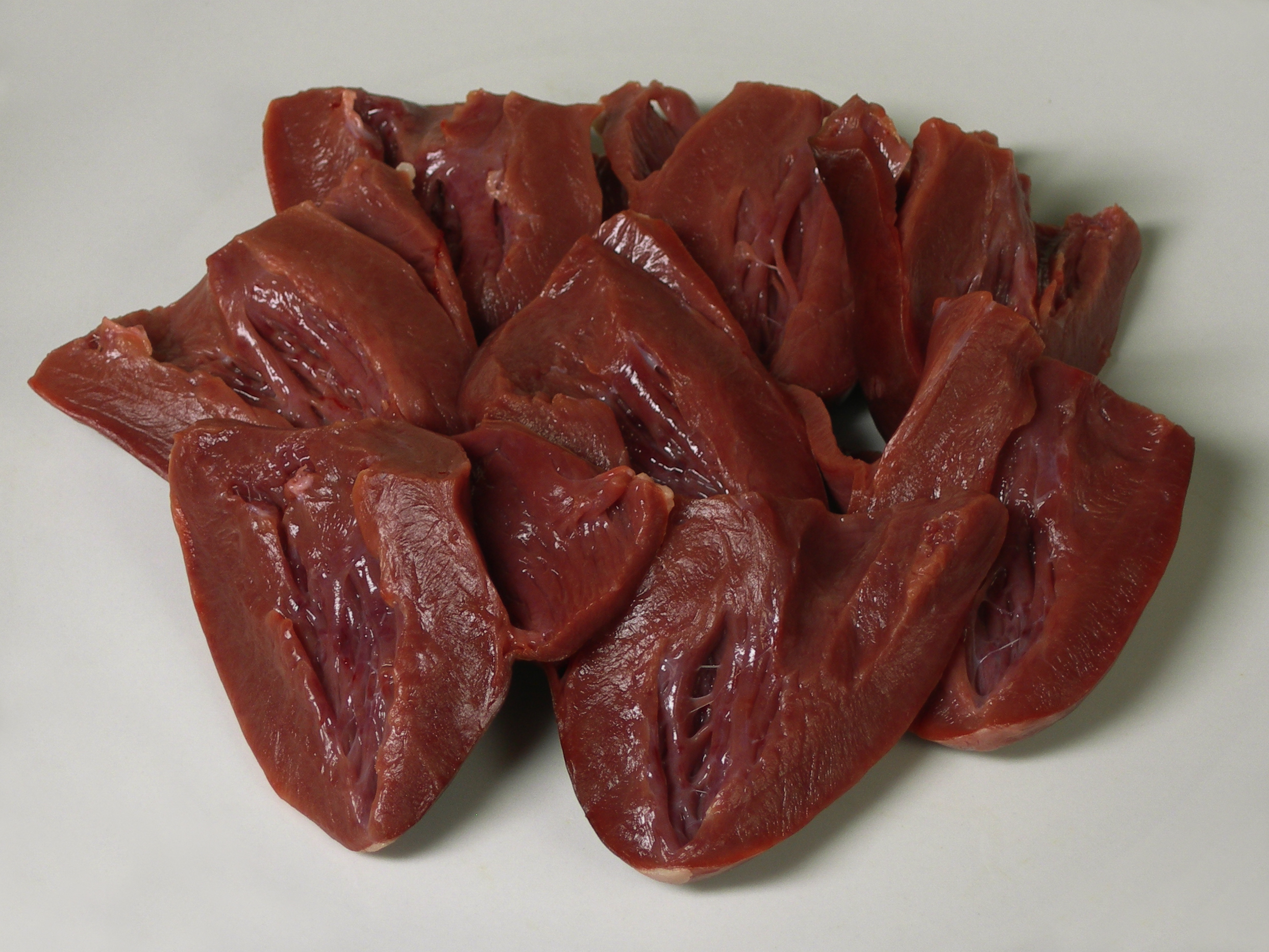
Inimioare de curcan
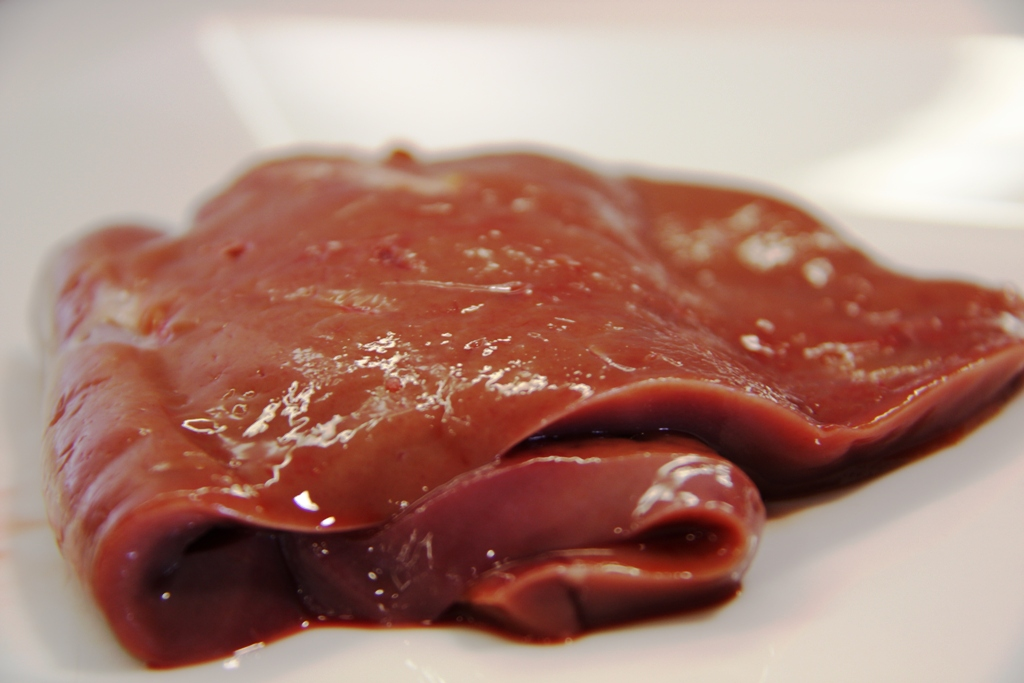
Ficat crud de vițel
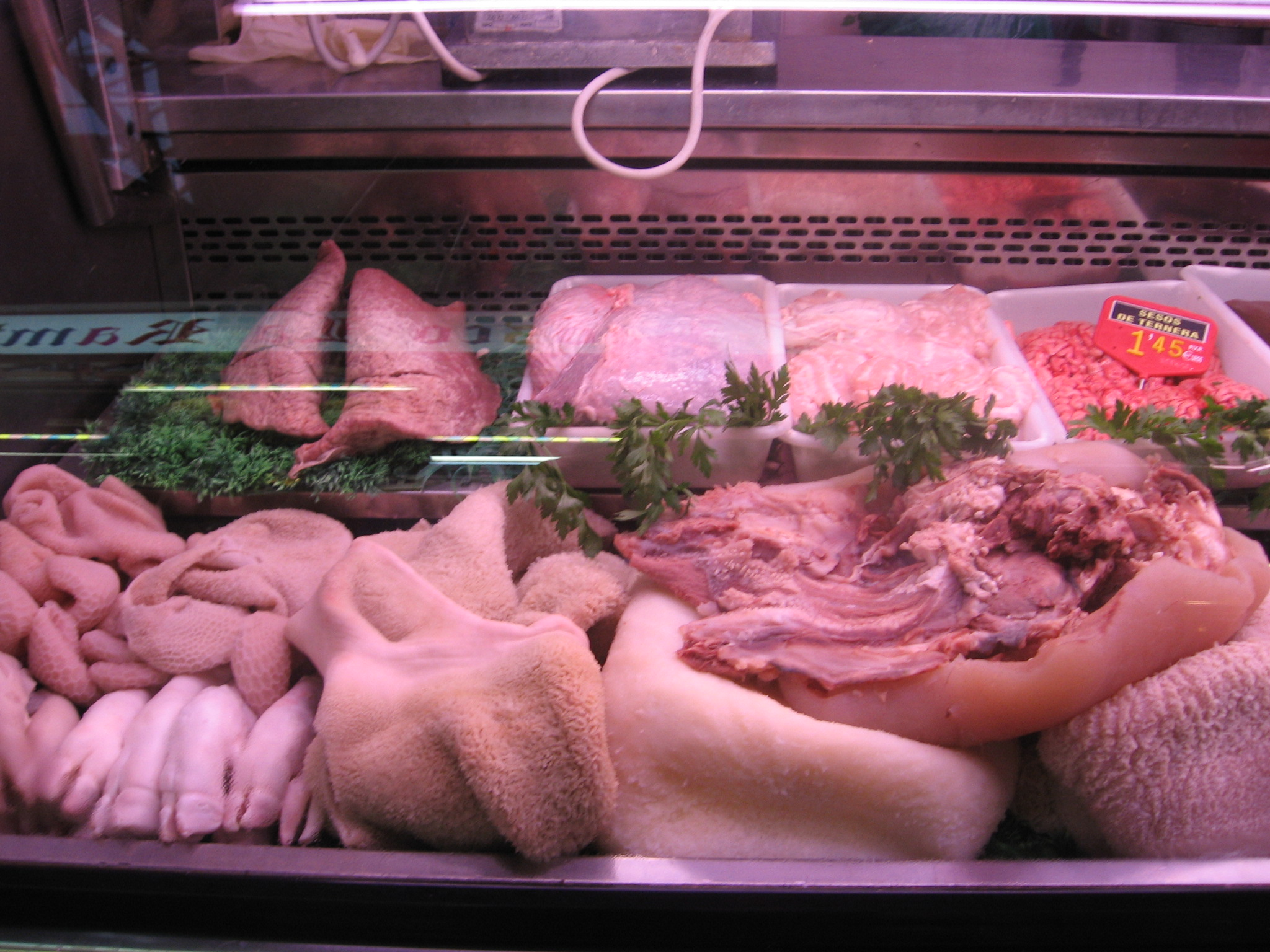
Măruntaie expuse într-un magazin

## Link-uri externe
- Offal Good, Site-ul lui Chris Cosentino dedicat măruntaielor
- Variety Meat Terminology and Preparation Techniques - Modalități de pregătire pentru diferite tipuri de măruntaie.